# Chris Tsui Hesse
Chris Tsui Hesse (* 29. August 1932 in Osu, Accra) ist ein ghanaischer Filmschaffender, Offizier und Diplomat im Ruhestand.

## Leben

### Ausbildung
Hesse besuchte die Osu Presbyterian Junior and Senior Boys School und anschließend die Odorgonno Secondary School. 1954 erhielt er das Cambridge Certificate Overseas und wurde bei der Ghana Film Industry Corporation (GFIC) beschäftigt. 1960 schloss er ein Studium an der Staatlichen Hochschule für Film, Fernsehen und Theater Łódź ab. Er absolvierte ein Aufbaustudium als Diplom Film- und Fernsehen-Künstler der Sorbonne in Paris.
Er erlangte außerdem 1985 den Bachelor of Divinity und 1989 den Doktor der Philosophie in Film und Kunst an der University of Southern California, USA.

### Werdegang als Fotograf und Filmschaffender
Von 1956 bis 24. Februar 1966 war Hesse persönlicher Fotograf von Kwame Nkrumah und filmte diesen 1963, als er in der Sitzungsperiode der Vereinten Nationen zur Gründung der Organisation für Afrikanische Einheit Grußadressen verkündete. 1960 wurde er im Rahmen der Beteiligung Ghanas an der Kongo-Krise zum Hauptmann der ghanaischen UN-Truppen ernannt und filmte im Alleingang die Auseinandersetzungen mit den Truppen von Mobutu Sese Seko. 1980 war er Kameramann von Love Brewed in the African Pot.
Er ist bekannt und für seine herausragende Expertise in der Kameraführung. 1985 erhielt er auf dem Filmfestival FESPACO eine Goldene Camera als Kameramann und Koproduzent von Solidarity in Struggle. Er ist Gründungsmitglied und ehemaliger Präsident der Ghana Academy of Film and Television Arts (GAFTA).

### Werdegang als Diplomat und weitere Ämter
Von 1984 bis 1986 war Hesse Hochkommissar in Harare. Vom 31. März 1988 bis 20. Mai 1994 war er als Botschafter in Moskau tätig.
Vom 20. Mai 1994 bis 1996 war er Vorsitzender der Nationalen Kommission für politische Bildung.
1985 wurde Hess zum Pastor der Presbyterianischen Kirche von Ghana ordiniert.

### Familie
1959 heiratete er Regina Hesse, eine mittlerweile pensionierte Beamtin der Bank of Ghana. Sie haben fünf erwachsene Kinder und Enkelkinder.

## Filmografie
- 1981: Love Brewed in the African Pot
- 1984: Solidarity in Struggle
- 1989: Heritage Africa
- 1992: The Other Side of the Rich
- 1994: Harvest at 17
- 1994: Cross Roads of People, Cross Roads of Trade